# Baker Inlet

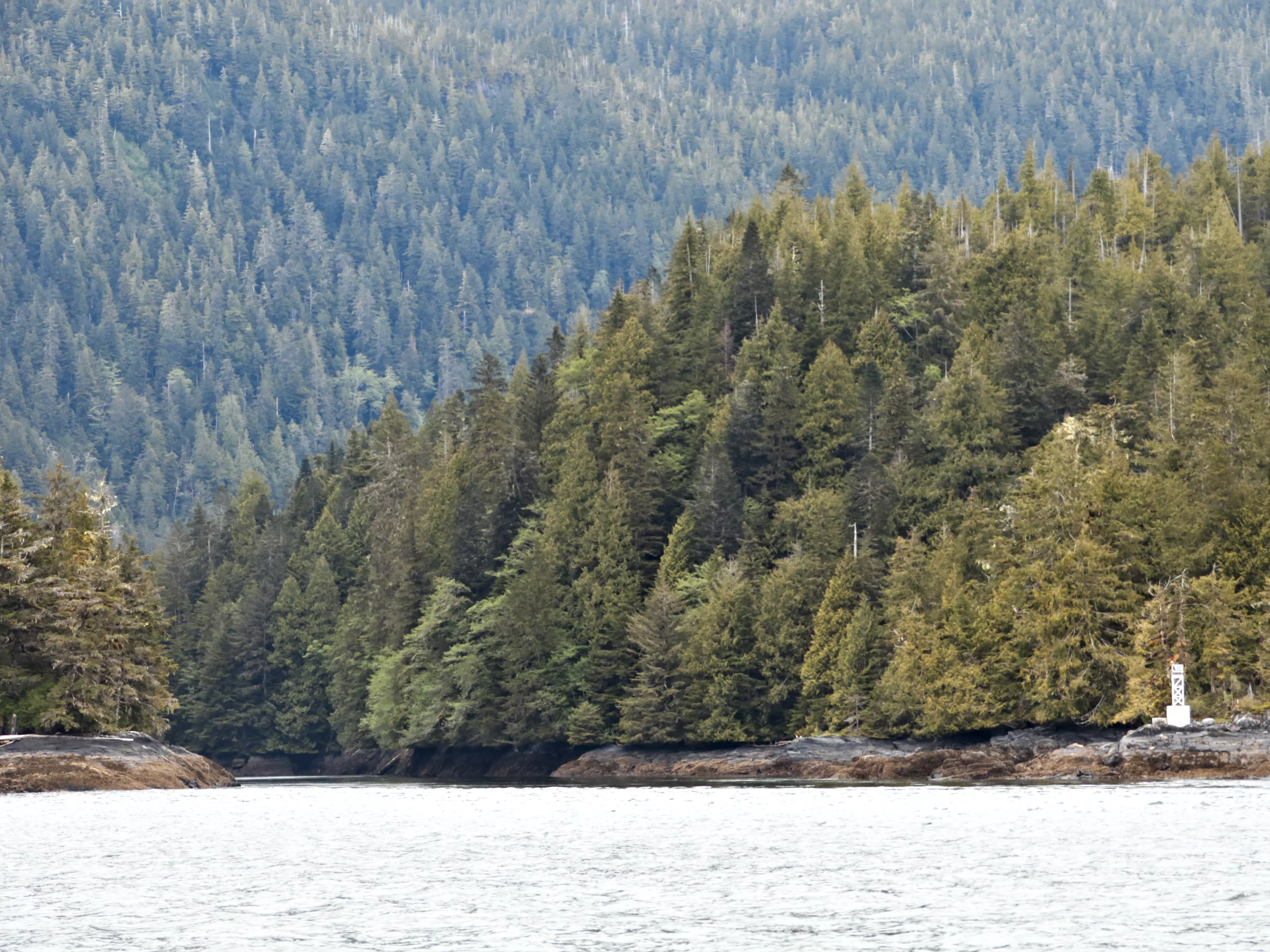
Baker Inlet

De Baker Inlet is een inham in het westen van Brits-Columbia in Canada.

## Geografie
De inham heeft een lengte van ongeveer 9 kilometer en snijdt in op het vasteland van Canada. In het zuidwesten mondt de inham uit in het Grenville Channel. Nabij de monding is de inham op het smalst met ongeveer 35 meter breed, elders is de inham 500 tot 900 meter breed.
Op ruim vijf kilometer naar het noordwesten ligt de Kumealon Inlet en op ongeveer 12 kilometer naar het zuidoosten de Kxngeal Inlet.
Het waterlichaam ligt in de mariene ecoregio Noord-Amerikaans Pacifisch Fjordland.